# Carl Bobertz
Carl Bobertz, né le 23 août 1899 et mort le 1er février 1974 à l'âge de 74 ans, est un peintre et illustrateur américain,.

## Biographie
Carl Bobertz est originaire du Michigan et sa dernière résidence était à Eastchester dans l'État de New York.